# Gillion-Othon Ier de Trazegnies

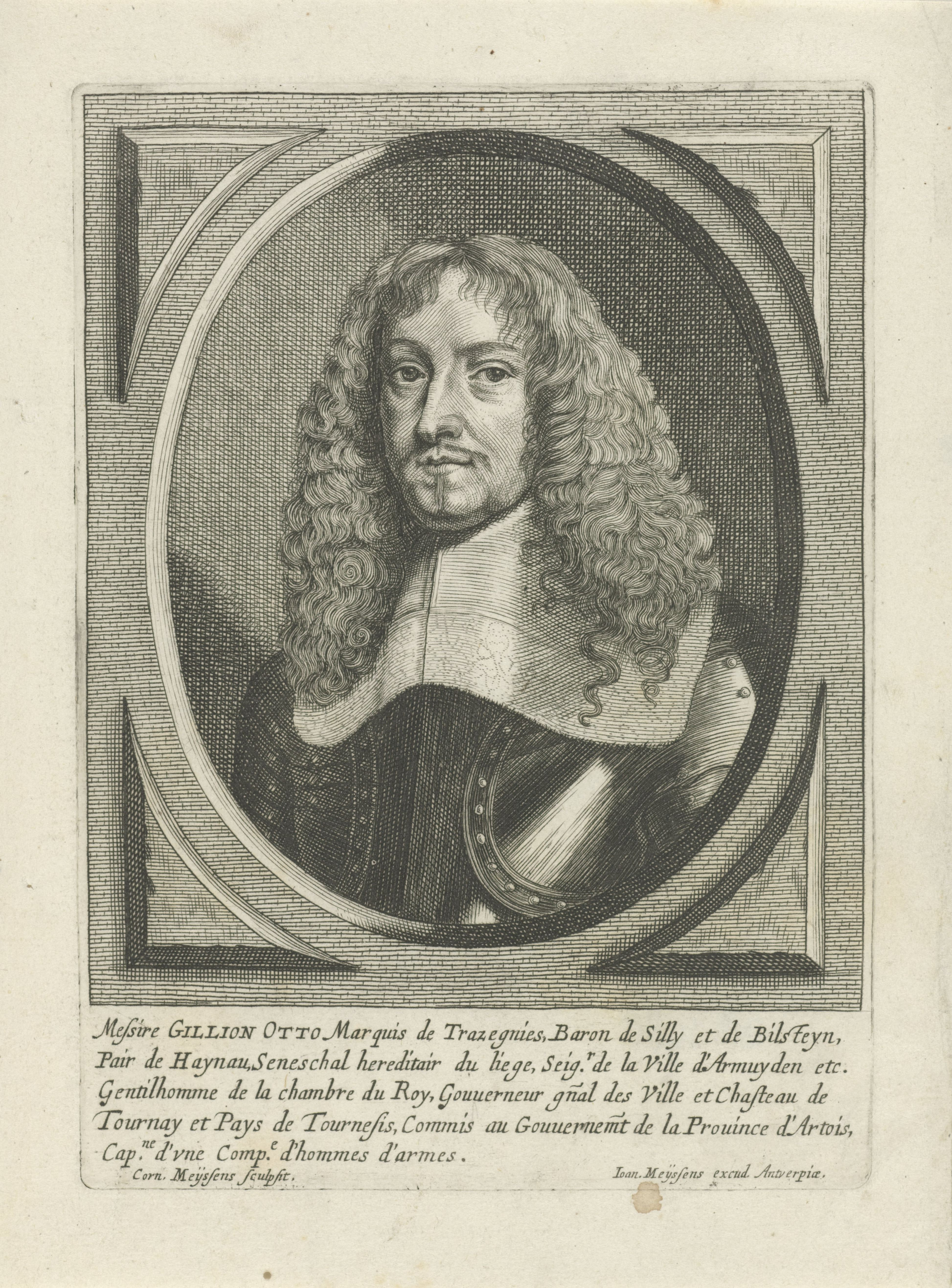
Portrait de Gillion-Othon Ier de Trazegnies par Cornelis Meyssens, 1662

Gillion-Othon Ier de Trazegnies (2 juin 1598 - 3 septembre 1669), marquis de Trazegnies, gouverneur de Philippeville, d'Artois et de Tournai, gentilhomme de la chambre de l'archiduc Léopold-Guillaume et de don Juan d'Autriche, fut un grand seigneur. Il conclut une belle alliance le 2 janvier 1631, en épousant Jacqueline de Lalaing, comtesse de Middelbourg, fille de Charles de Lalaing, chevalier de la Toison d'Or et gouverneur d'Artois. Jacqueline de Lalaing est née en 1611 et décédée le 9 avril 1672 à Trazegnies.

## Histoire

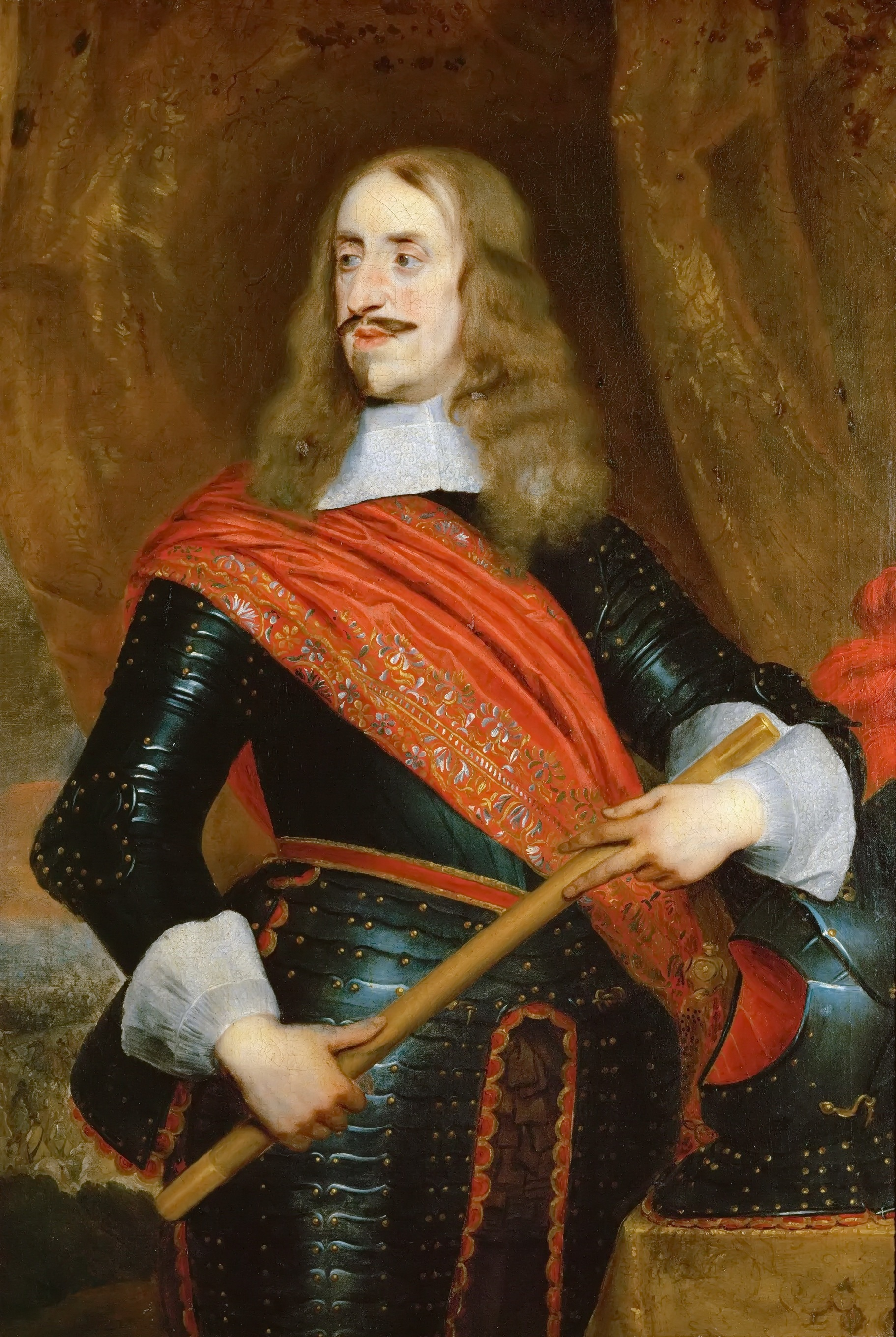
L'archiduc Léopold-Guillaume par Pieter Thijs

Envoyé, en 1623, en Espagne sous les ordres du comte d’Egmont, il en revint avec le commandement d’une compagnie de 300 hommes d’infanterie, puis d’une compagnie de 100 hommes de cavalerie, avec laquelle il prit part au siège de Breda. Membre du conseil de guerre, il fut nommé par commission du 31 juillet 1630, gouverneur de Philippeville où il fonda le monastère des Récolletines. Chargé du gouvernement de l’Artois en 1644, il eut à défendre cette province contre les entreprises des Français, et se distingua en différentes occasions, notamment lorsque, le 17 juin 1647, il repoussa les ennemis qui menaçaient les faubourgs de Saint-Omer. Nommé, en 1649, gouverneur de Tournai et du tournaisis et capitaine-général des armées, il fut reçu avec un grand faste dans sa ville. Il est vrai qu’il était, ainsi que sa femme, proche parent de Christine de Lalaing, princesse d’Epinoy, restée chère au cœur des Tournaisiens.

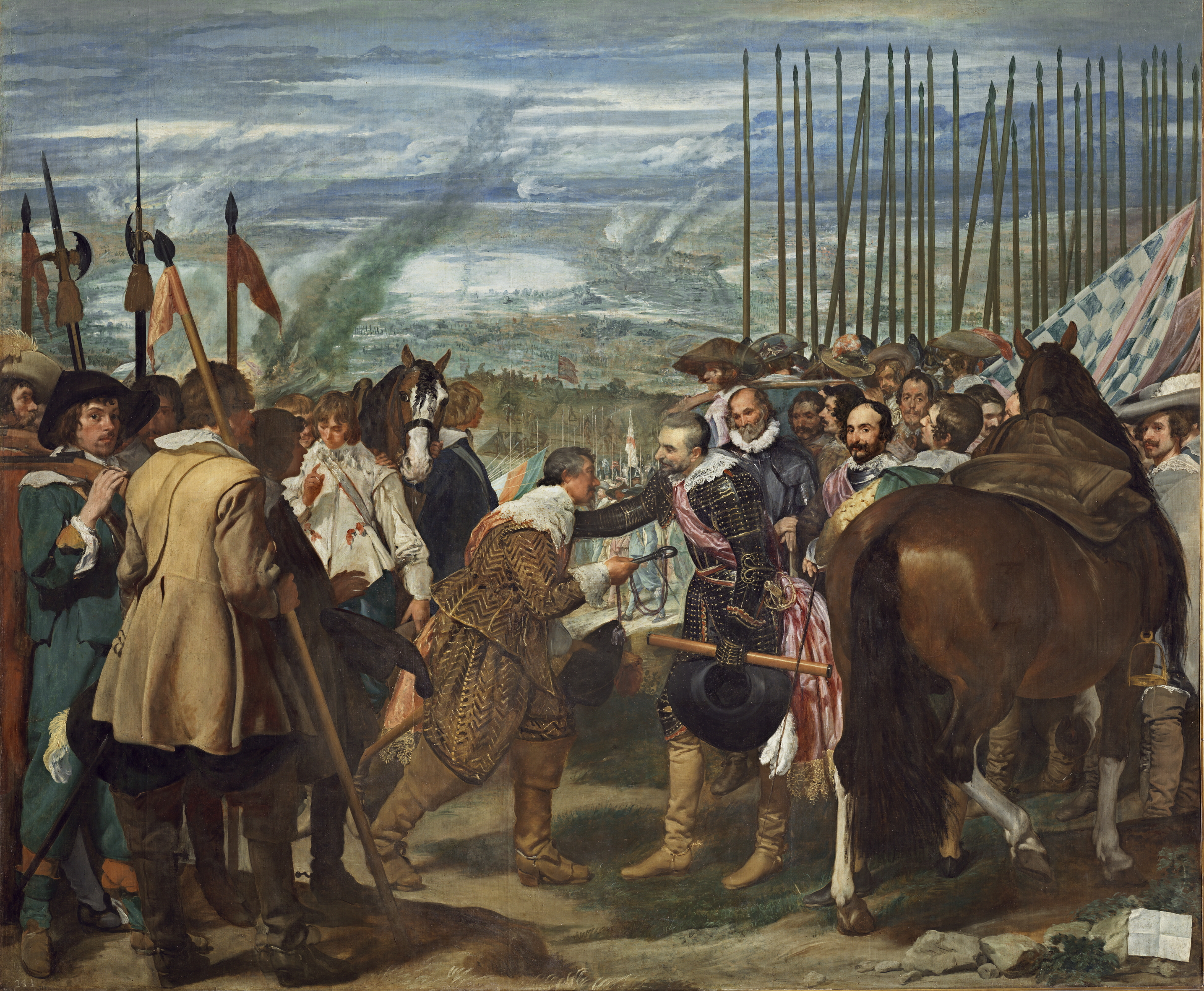
Le siège de Breda par Velázquez

Il fut commis en 1635 au renouvellement des lois de Flandres et, en 1654, de nouveau gouverneur de l’Artois. Gentilhomme de l’archiduc Léopold et de Don Juan d’Autriche, il fut chargé, en qualité de commissaire plénipotentiaire, de régler la délimitation des provinces avec les États de Hollande en exécution du traité de Münster.
En 1667, Louis XIV vint mettre le siège devant Tournai. Le vieux marquis organisa la défense, mais tout manquait à l’Espagne décadente. Son fils, Ferdinand, chanoine de Tournai, exhortait les habitants à la résistance. En vain : les bourgeois, francophiles par tradition, livrèrent la ville aux Français. Gillion-Othon se retira dans son château, mais, après trois jours, il fut obligé de se rendre. Louis XIV le reçut avec de grands égards. À Bruxelles, on l’accusa de trahison. Cependant, après enquête, il fut innocenté. Il mourut désespéré à Trazegnies en 1669. C’était un homme intelligent, ambitieux, habile courtisan, ne reculant devant rien pour redresser la fortune de sa maison, qui avait fort fondu…

## Armes
Bandé d'or et d'azur de six pièces, à l'ombre de lion de sable, brochant sur le tout, à la bordure engrêlée de gueules

## Devise
- « Tan que vive »[2]

## Descendance
De cette union, ils eurent 7 enfants :
- Eugène François Charles, marquis de Trazegnies, né le 2 octobre 1631, décédé le 20 novembre 1688 (à l'âge de 57 ans), Maître de camp. Marié le 3 octobre 1664 avec Catherine Charlotte Scheiffart van Mérode, dame de Villemont et de Rémersdael, décédée en 1718.
- Albert-François, vicomte de Clermont, né le 26 février 1633, décédé le 1er novembre 1699 (à l'âge de 66 ans), Chanoine de Tournai[3].
- Ferdinand François, né le 15 janvier 1636, décédé le 2 décembre 1684 (à l'âge de 48 ans), Prévôt de Nivelles[3].
- Octave Joseph, comte de Fléchin, vicomte d'Armuyden (1637 - 1696) épousa[4] Marie Anne Françoise de Wissocq[5] (voir : Liste des seigneurs de Bomy en Artois)
- Procope, né le 4 juin 1638, décédé le 10 mars 1663 (à l'âge de 24 ans). Marié avec Louise Marie d'Aragon, décédée le 4 décembre 1650.
- Thérèse Anne Françoise, née le 22 mars 1646, décédée. Mariée le 23 novembre 1663 avec Charles François de La Baume, marquis de Saint-Martin-le-Châtel et de Pesmes, comte de Thorey, baron de Caromb, de Suzette et de Saint-Hippolyte, né le 20 mars 1611, Marboz, décédé en 1688, Pesmes (à l'âge de 77 ans), Gouverneur de Dôle pour le roi d'Espagne.
- Brigitte Marguerite Isabelle, née le 20 mai 1653, décédée. Mariée le 23 février 1675 avec Ferdinand Joseph de Hamal, baron de Vierves, comte de Hamal, seigneur d'Oignies, décédé en 1707.

## Images

Gisant de Gillion-Othon de Trazegnies et de son épouse Jacqueline de Lalaing sculpté par Lucas Faydherbe, Église Saint-Martin (1669)
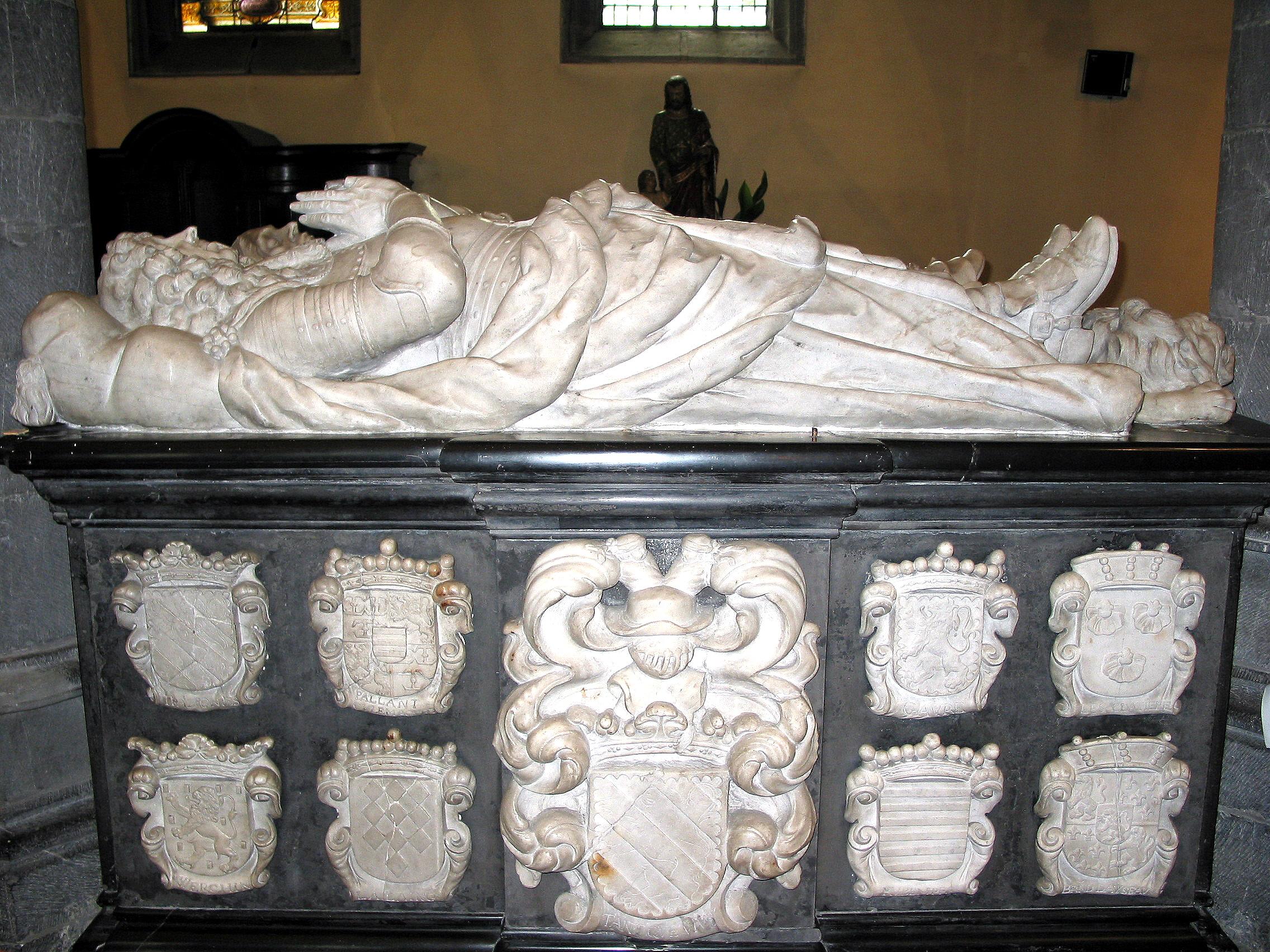
Les huit blasons du côté droit se lisent comme suit : Trazegnies, Werchin, Pallant, Lalaing, Gavre, Rubempré, Lesclatière, Brandclayseau.
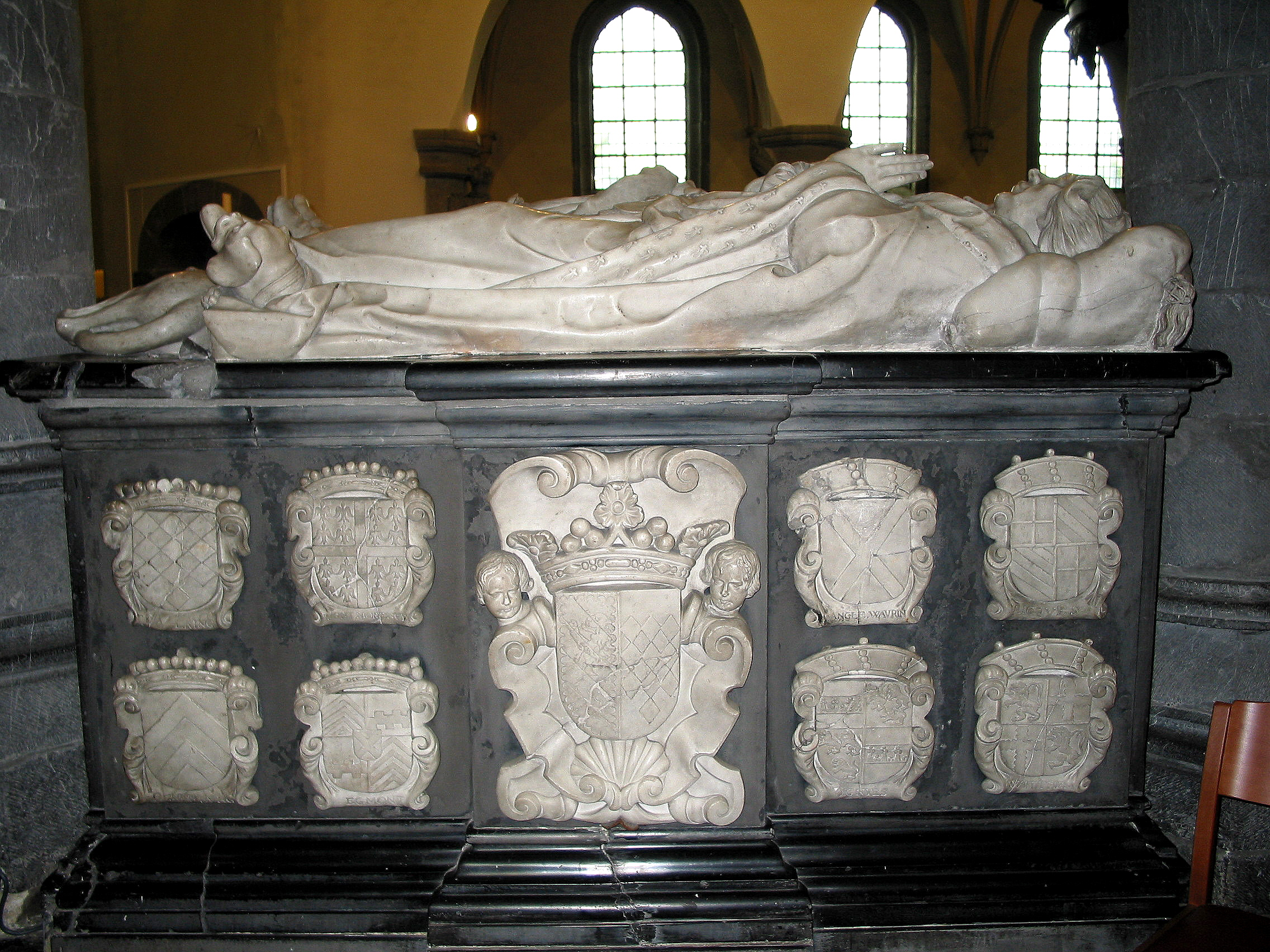
Gisant de Gillion-Othon de Trazegnies et de son épouse Jacqueline de Lalaing sculpté par Lucas Faydherbe (1669). - Église Saint-Martin. Les huit blasons du côté gauche se lisent comme suit : Lalaing, Renebourg, Montmorency, Egmont, Langle-Wavrin, Ognies, Licoves, Withem[6].

Mausolée et portraits dans la Collégiale Sainte-Gertrude de Nivelles
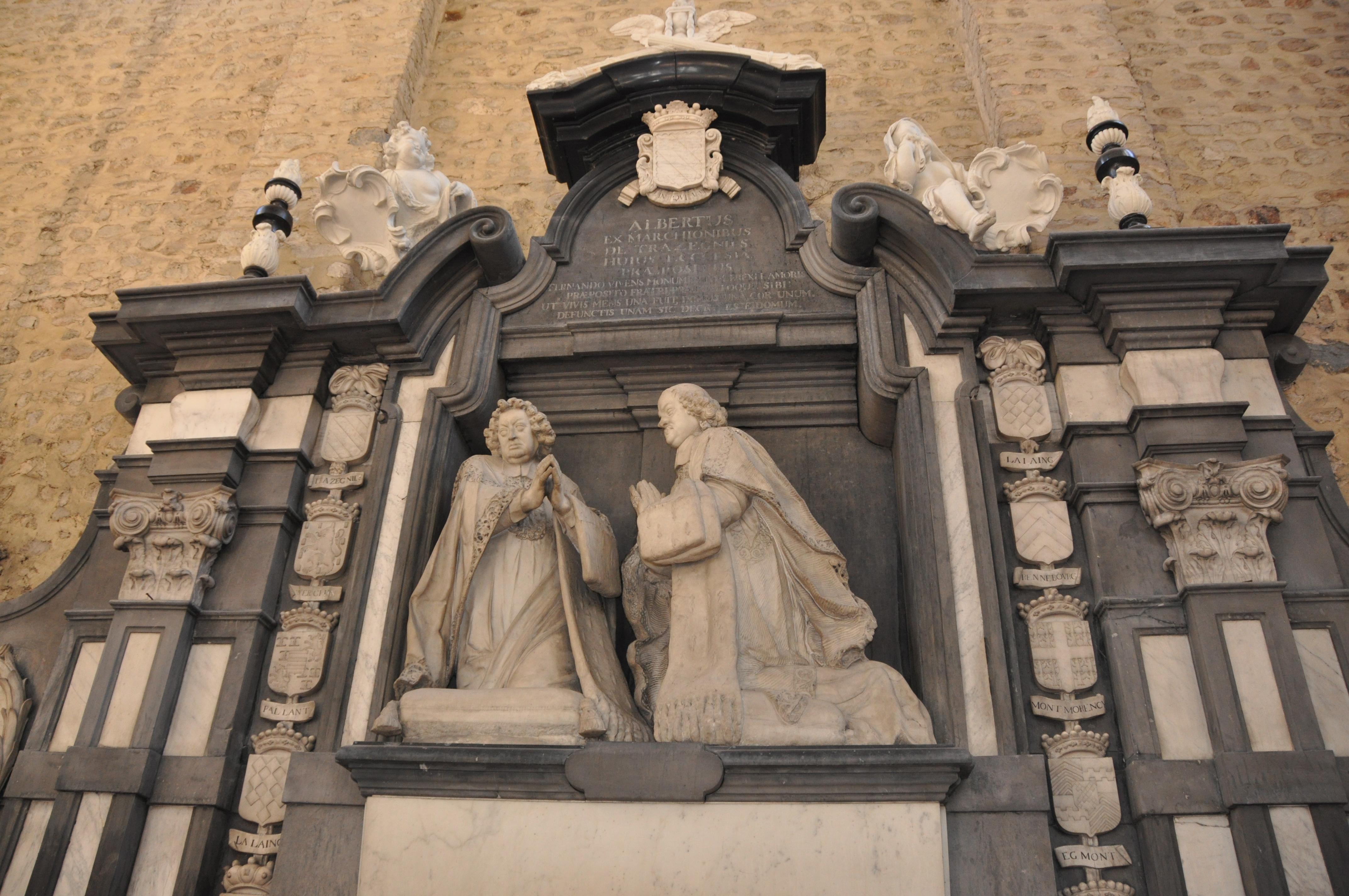
Mausolée de la famille de Trazegnies à Nivelles
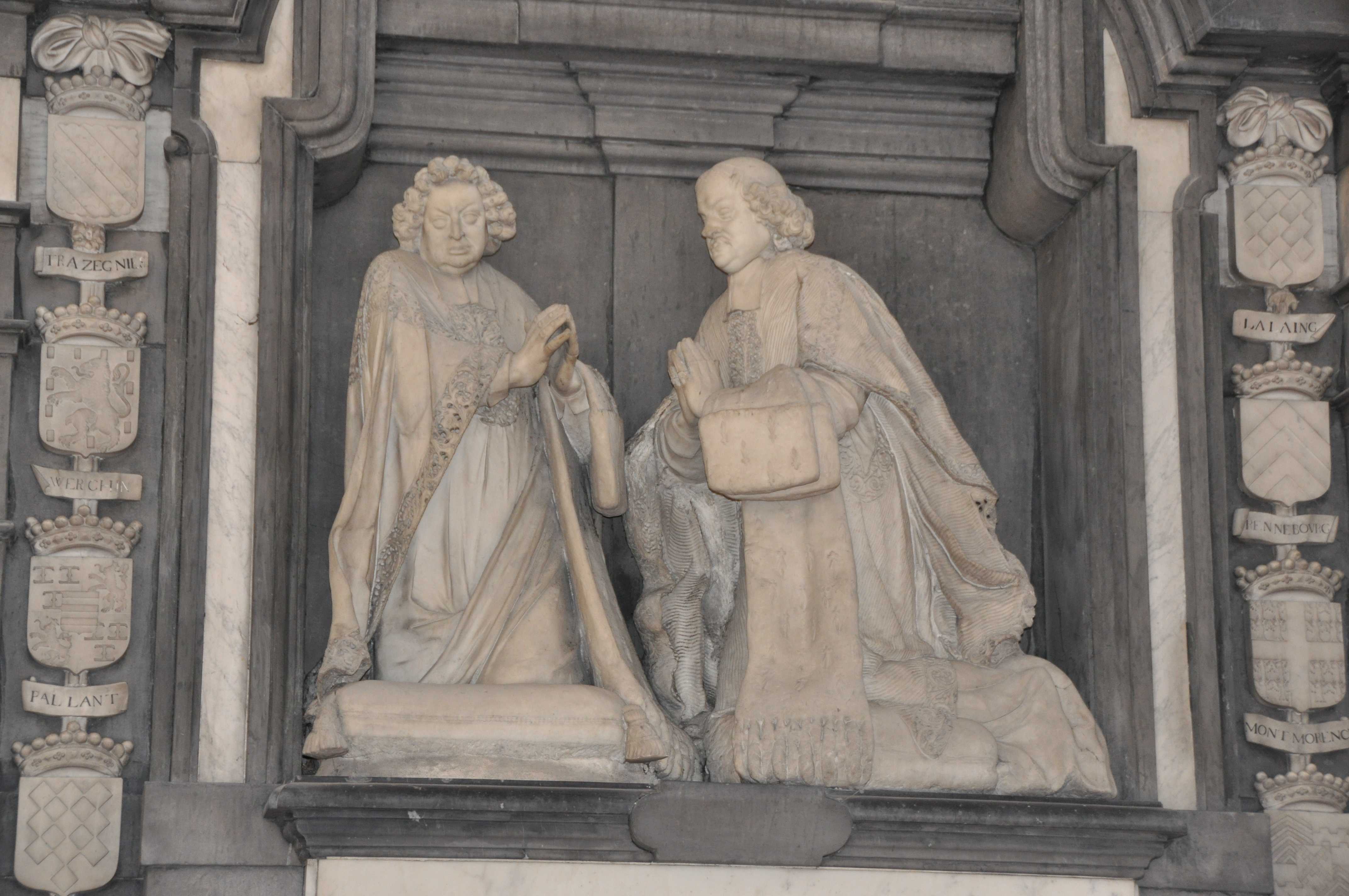
Albert-François[7] et Ferdinand-François de Trazegnies

### Articles connexes

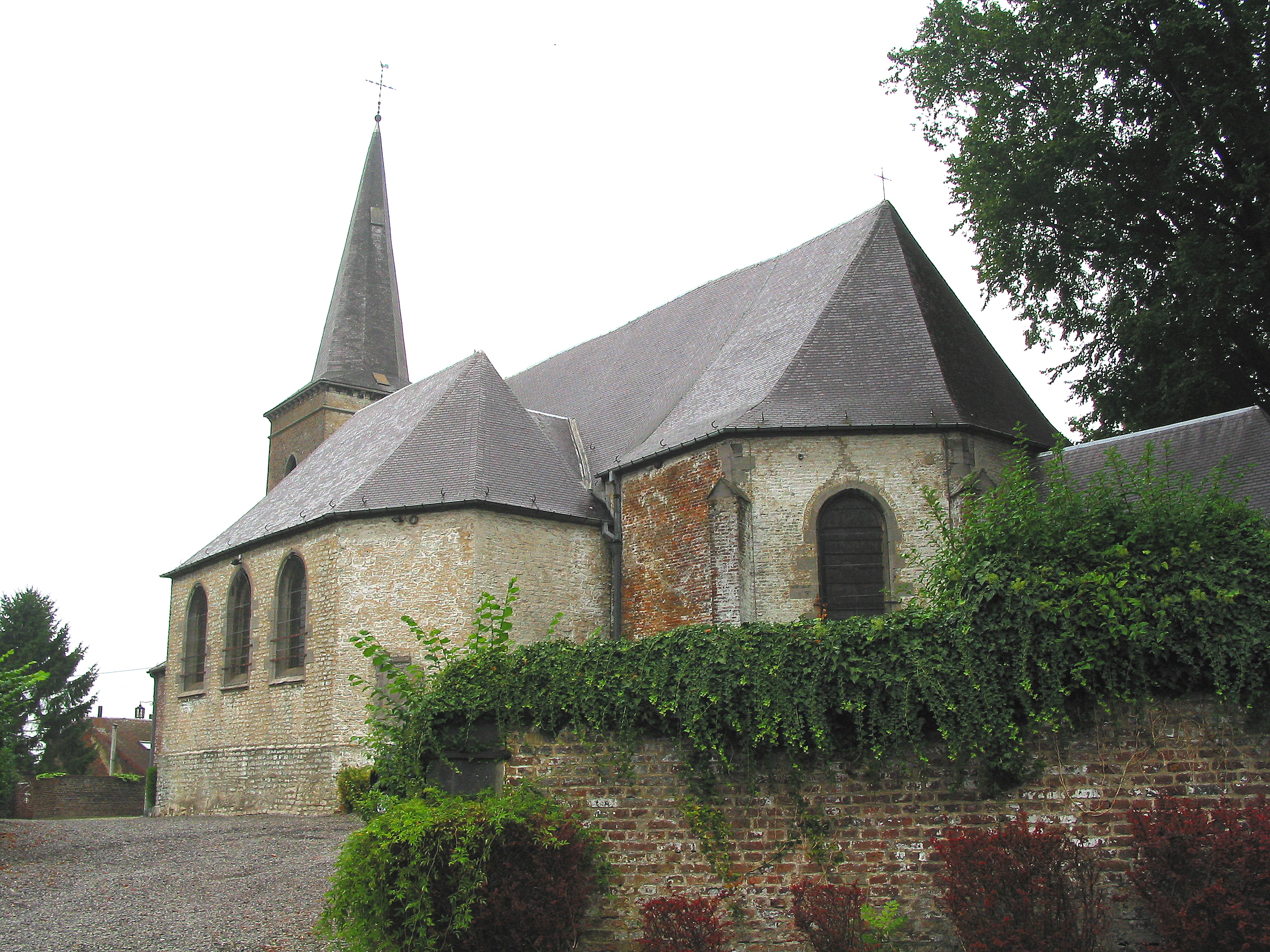
Église Saint-Martin

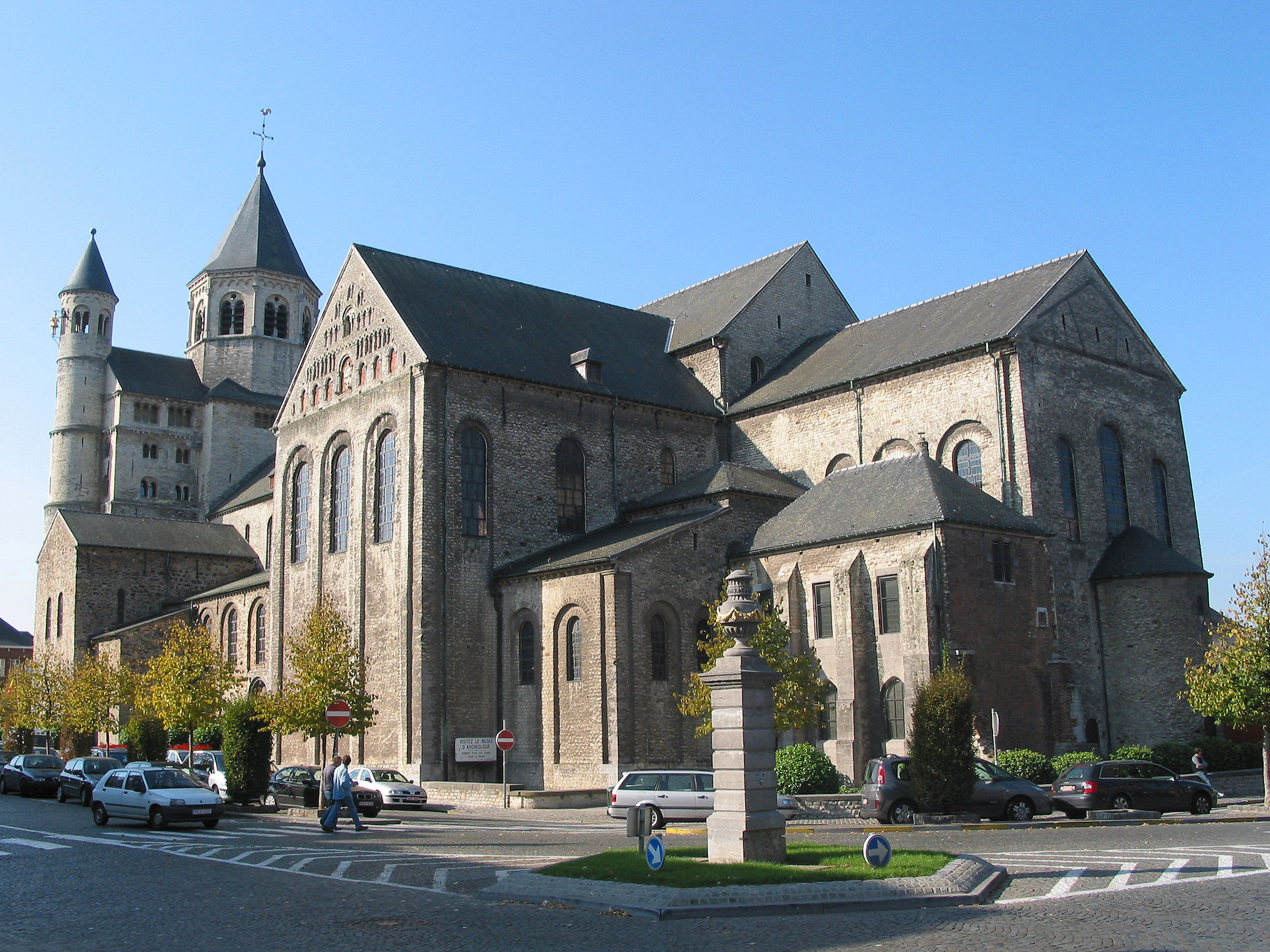
Collégiale Sainte-Gertrude de Nivelles

### Liens externes

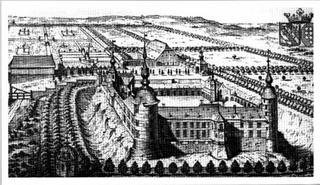
Le château de Trazegnies au milieu du XVIIe siècle avec, au centre, la chapelle. Gravure de Jacques Harrewyn.

## Ascendance sur trois générations
| Gillion-Othon Ier de Trazegnies Marquis de Trazegnies Gouverneur de Philippeville, d'Artois et de Tournai ° 2 juin 1598 † 3 septembre 1669 | Père : Charles II de Trazegnies Marquis de Trazegnies ° 5 avril 1560 † 26 novembre 1635 | Grand-père paternel : Charles Ier de Trazegnies Baron de Trazegnies † 17 mars 1578 | Père du grand-père paternel : Jean III de Trazegnies Baron de Trazegnies ° 1470 - † 1550 |
| Gillion-Othon Ier de Trazegnies Marquis de Trazegnies Gouverneur de Philippeville, d'Artois et de Tournai ° 2 juin 1598 † 3 septembre 1669 | Père : Charles II de Trazegnies Marquis de Trazegnies ° 5 avril 1560 † 26 novembre 1635 | Grand-père paternel : Charles Ier de Trazegnies Baron de Trazegnies † 17 mars 1578 | Mère du grand-père paternel : Isabeau de Werchin † 1559                                  |
| Gillion-Othon Ier de Trazegnies Marquis de Trazegnies Gouverneur de Philippeville, d'Artois et de Tournai ° 2 juin 1598 † 3 septembre 1669 | Père : Charles II de Trazegnies Marquis de Trazegnies ° 5 avril 1560 † 26 novembre 1635 | Grand-mère paternelle : Marie-Madeleine de Pallant-Culembourg † 18 juillet 1566    | Père de la grand-mère paternelle : Erhard von Pallant ° 1510 - † 1540                    |
| Gillion-Othon Ier de Trazegnies Marquis de Trazegnies Gouverneur de Philippeville, d'Artois et de Tournai ° 2 juin 1598 † 3 septembre 1669 | Père : Charles II de Trazegnies Marquis de Trazegnies ° 5 avril 1560 † 26 novembre 1635 | Grand-mère paternelle : Marie-Madeleine de Pallant-Culembourg † 18 juillet 1566    | Mère de la grand-mère paternelle : Marguerite de Lalaing ° 1508 - † 1592                 |
| Gillion-Othon Ier de Trazegnies Marquis de Trazegnies Gouverneur de Philippeville, d'Artois et de Tournai ° 2 juin 1598 † 3 septembre 1669 | Mère : Adrienne de Gavre † 18 mai 1635                                                  | Grand-père maternel : Charles de Gavre † 1610                                      | Père du grand-père maternel : Louis de Gavre † 1560                                      |
| Gillion-Othon Ier de Trazegnies Marquis de Trazegnies Gouverneur de Philippeville, d'Artois et de Tournai ° 2 juin 1598 † 3 septembre 1669 | Mère : Adrienne de Gavre † 18 mai 1635                                                  | Grand-père maternel : Charles de Gavre † 1610                                      | Mère du grand-père maternel : Jeanne de Rubempré † 1546                                  |
| Gillion-Othon Ier de Trazegnies Marquis de Trazegnies Gouverneur de Philippeville, d'Artois et de Tournai ° 2 juin 1598 † 3 septembre 1669 | Mère : Adrienne de Gavre † 18 mai 1635                                                  | Grand-mère maternelle : Marguerite de La Marck † 1539                              | Père de la grand-mère maternelle : Jean de La Marck                                      |
| Gillion-Othon Ier de Trazegnies Marquis de Trazegnies Gouverneur de Philippeville, d'Artois et de Tournai ° 2 juin 1598 † 3 septembre 1669 | Mère : Adrienne de Gavre † 18 mai 1635                                                  | Grand-mère maternelle : Marguerite de La Marck † 1539                              | Mère de la grand-mère maternelle : Marguerite de Wassenaer                               |